# Glashütte-Original
Glashütte Original es un fabricante alemán de relojes de lujo fundado en 1994, cuando se privatizó la sociedad VEB Glashütter Uhrenbetriebe (GUB), un conglomerado de empresas dependiente del estado de la República Democrática Alemana formado en 1951 a partir de las empresas de relojería con sede en Glashütte (Sajonia). Glashütte Original utiliza sus propios movimientos y cuenta con 10 innovaciones de movimientos patentados. Es propiedad del Grupo Swatch desde el año 2000.

## Historia

### Orígenes

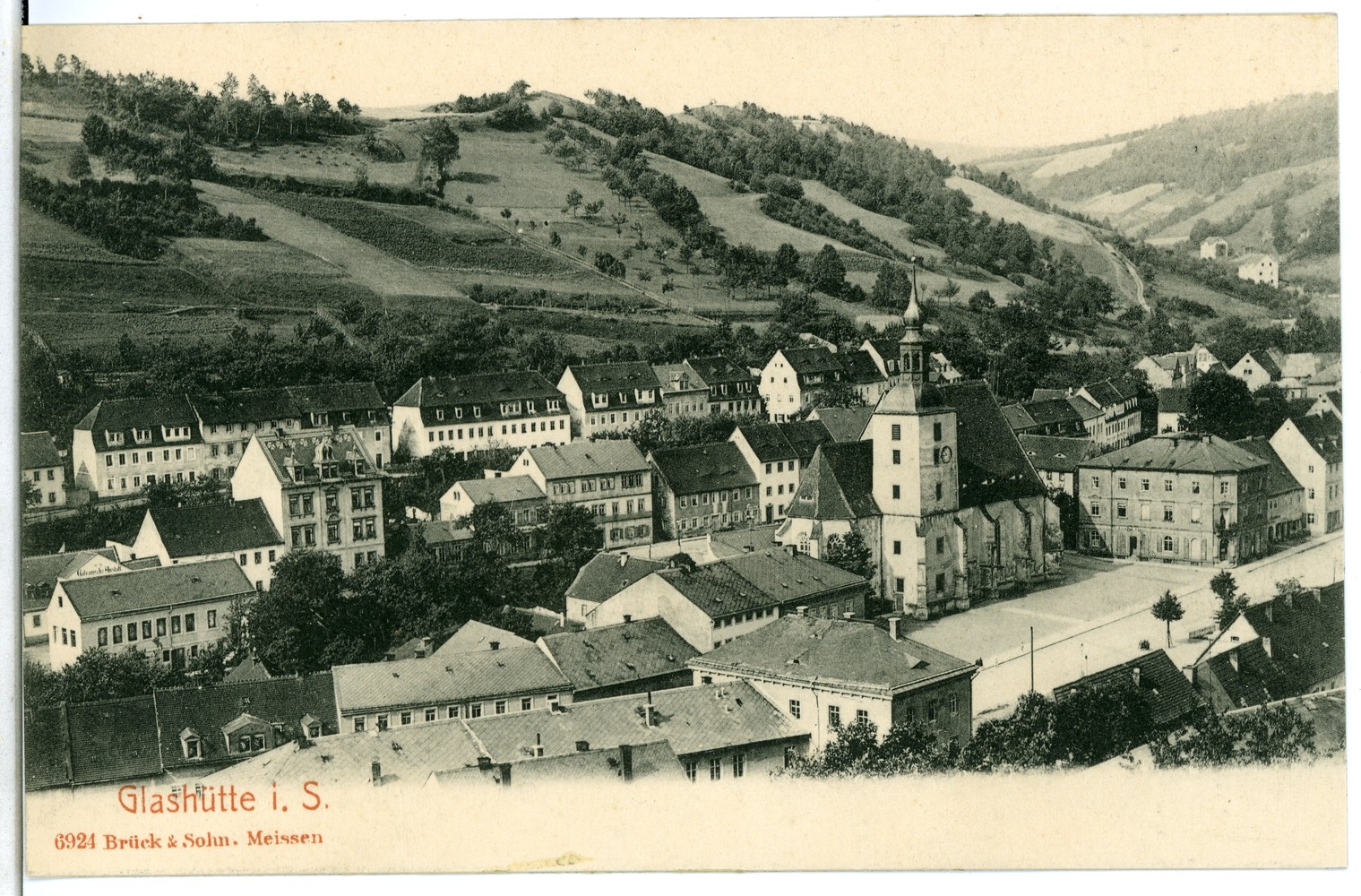
Glashütte en 1906

Las raíces de la compañía Glashütte Original se remontan a 1845, cuando los relojeros Ferdinand Adolph Lange (famoso por A. Lange & Söhne), Moritz Grossman, Julius Assmann y Adolf Schneider llegaron a Glashütte para fabricar piezas de relojes y relojes de bolsillo. Eligieron esta zona por su proximidad a la ya establecida y prestigiosa industria relojera de Dresde. El trabajo de estos fundadores dio lugar a innovaciones que se convirtieron en componentes distintivos de la relojería de Glashütte y que todavía se siguen utilizando hoy en día, como la platina de tres cuartos o las ruedas de áncora de oro, innovaciones desarrolladas en 1865 y que aumentaron la precisión de la medición del tiempo. Después de solicitar con éxito un préstamo comercial a la Anexo:Soberanos de Sajonia, Moritz Grossman fundó la Escuela Alemana de Relojería en la ciudad de Glashütte en 1878.
Varios relojeros independientes adquirieron prominencia en la ciudad de Glashütte, ayudados por la constante afluencia de talentos de la cercana Escuela de Relojería. Conocidos por su alta calidad, los relojes de Glashütte ganaron popularidad hasta el comienzo de la Primera Guerra Mundial. Pero después de la guerra, la depresión económica causada por la hiperinflación que experimentó la República de Weimar, afectó drásticamente a las ventas. Durante la Segunda Guerra Mundial, Glashütte y su entorno industrial quedaron reducidos a escombros después de un bombardeo devastador en los últimos días de la guerra, que arrasó la ciudad.

### Época de la GUB

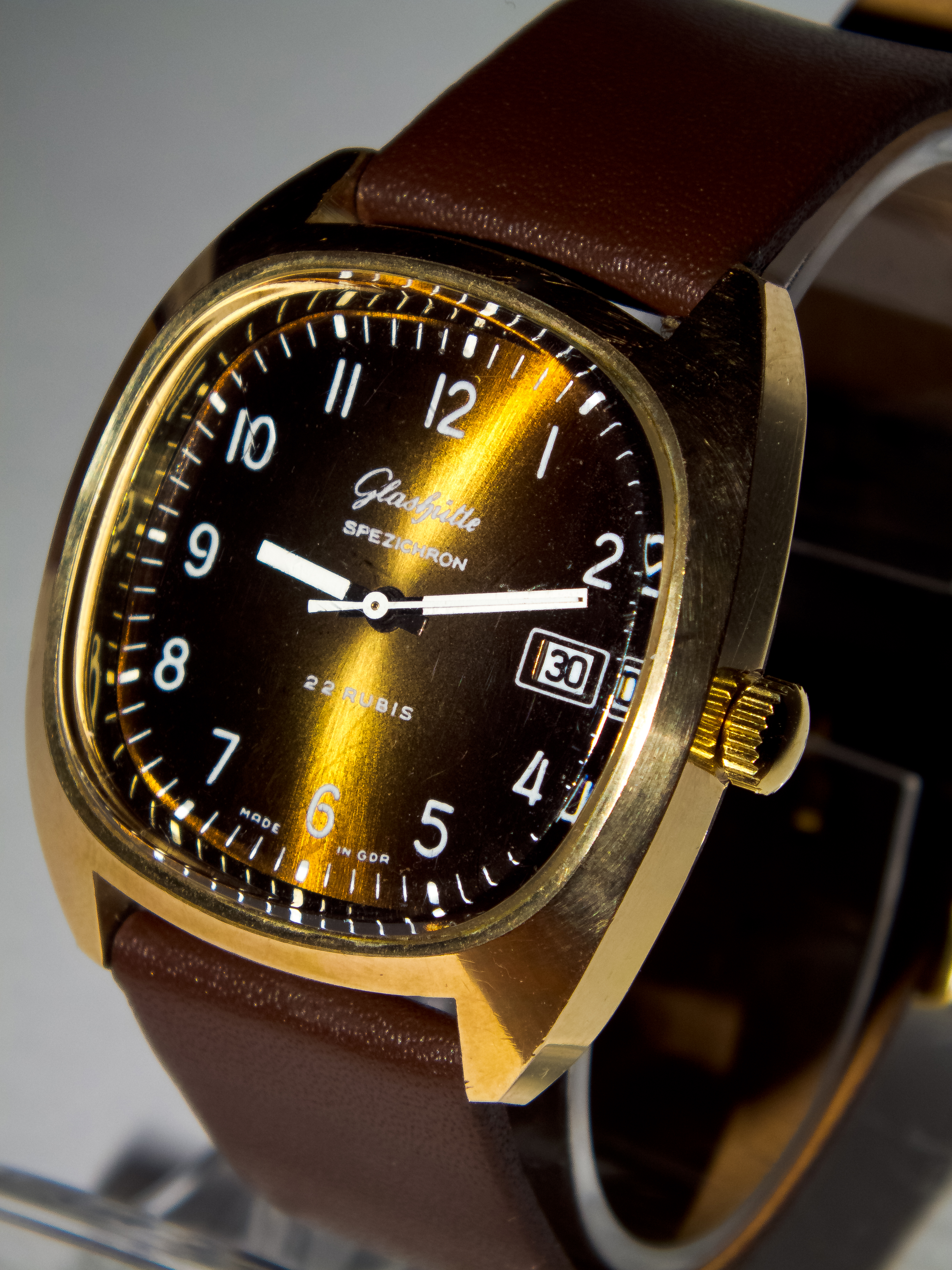
Spezichron de la era GUB (de 1979 a 1985). Obsérvese la inscripción "Made in GDR" (propia de los productos de Alemania del Este), en lugar del habitual "Made in Germany" (propio de los productos de la República Federal Alemana)

Además de la destrucción causada por la guerra, la partición de Alemania en 1949 significó que la ciudad de Glashütte pasó a formar parte de la República Democrática Alemana, regida por un gobierno comunista. Con las reparaciones de guerra impuestas por la Aliados, la Unión Soviética confiscó gran parte de la maquinaria relojera que había sobrevivido al conflicto en Glashütte.
Bajo el gobierno de la República Democrática Alemana (también conocida como RDA), la única empresa relojera a la que se le permitió operar fue la compañía estatal VEB Glashütte Uhrenbetriebe (GUB), formada en 1951 como una colectivización forzosa formada por las siete empresas relojeras de Glashütte. Entre estas siete empresas, las más destacadas eran UROFA y UFAG (posteriormente, Tutima) y A. Lange & Söhne (resucitada por el bisnieto de Ferdinand Adolph Lange en 1990). Heredera de una rica tradición, la firma A. Lange & Söhne había proporcionado relojes para la realeza y dignatarios de todo el mundo.
Mientras que los relojeros occidentales desarrollaban la tecnología necesaria para intentar superar la crisis del cuarzo de los años 1970 y 1980 y sopesaban su impacto, GUB, significativamente aislada de las demandas del mercado capitalista por el telón de acero, siguió centrándose en cambio en los movimientos mecánicos tradicionales. Algunos de los movimientos mecánicos (calibres) producidos durante la era GUB son:
- Automat (GUB 67 y GUB 68) 1960-1968
- Spezimatic (GUB 74 y GUB 75) 1965-1979
- Spezichron (GUB 11-25, GUB 11-26 y GUB 11-27) 1979-1985
- Spezimat (GUB 10-30) de 1990 (algunos productos con este movimiento se lanzaron bajo las marcas Glashütte Original o Union Glashütte)

### Tras la reunificación de Alemania
Tras la reunificación de Alemania y el regreso a la economía de mercado a la antigua Alemania del Este, los componentes restantes de Glashütter Uhrenbetrieb GmbH (GUB) volvieron a registrarse como empresa privada en 1990. En 1994, Heinz W. Pfeifer compró la ahora diminuta empresa de 72 empleados, rebautizándola como Glashütte Original y recuperando así la artesanía relojera tradicional de Glashütte. Tras el éxito de esta iniciativa, en el año 2000 la revitalizada Glashütte Original fue adquirida por el Grupo Swatch, el mayor grupo relojero del mundo.
Incluso hoy, debido a su historia única en el mundo de la relojería, Glashütte Original es conocida por fabricar casi el 95 % de todos los componentes en sus propias instalaciones. Desde 2002, Glashütte Original también pasó a dirigir la Escuela de Relojería Alfred Helwig para mantener viva la tradición de Glashütte. Esta escuela recibió su nombre del relojero de Glashütte Alfred Helwig, que inventó el tourbillon volante en 1921, una importante innovación relojera que se puede ver en relojes de gama extremadamente alta.

## Nombre

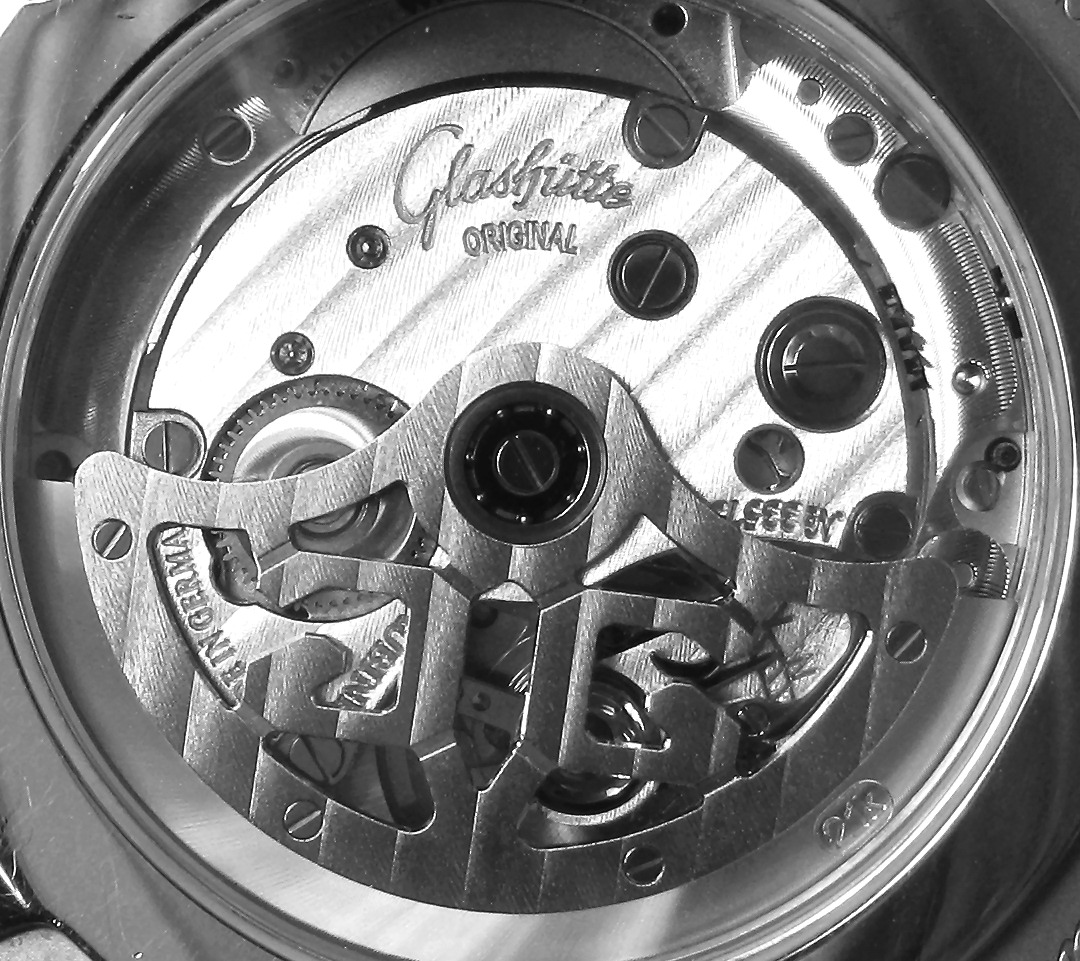
"Glashütte Original", inscripción en un movimiento moderno

Glashütte es la ciudad alemana donde se encuentra la fábrica de relojes. Se pronuncia Archivo de audio "ˈɡlaːs.hʏtə" no encontrado. Según la convención ortográfica alemana, se escribiría "Glashuette", si no hay una "ü" metafónica, pero a menudo aparece internacionalmente como "Glashutte".
El nombre moderno "Glashütte Original" es una referencia a los primeros días de la relojería en la región. En un intento de vender movimientos inferiores a un precio superior, las áreas de relojería menos conocidas añadían el término "System Glashütte" a sus relojes y, a menudo, simulaban la decoración y el trabajo de acabado tradicionales de Glashütte. Como respuesta, las casas relojeras de Glashütte comenzaron a inscribir la palabra "Original" en los movimientos y mecanismos de sus relojes para indicar que un reloj determinado era realmente de Glashütte.

## Productos
La oferta de productos de Glashütte Original incluye ahora cinco gamas de modelos, cada una subdividida en diferentes modelos. Estas series de modelos son:
- Senator
- Pano
- Specialist
- Vintage
- Ladies

Cada reloj de pulsera de Glashütte Original está provisto de un número de serie exclusivo de cuatro dígitos. Esto contribuye a aumentar su exclusividad, ya que se pueden fabricar un máximo de 9.999 piezas por modelo, y evita las falsificaciones, ya que, en caso de robo, se puede identificar un reloj determinado para devolvérselo a su propietario original.
|  |  |  |  |  |